# چینی جین
زبان‌های جین (چینی ساده‌شده:晋语، چینی سنتی 晉語، پین‌یین: jìnyǔ) گروهی از زبان‌ها یا گویش‌های چینی هستند که توسط ۶۳ میلیون نفر در شمال چین در بیشتر مناطق استان شانشی به جز پایین‌دست دره رود فن، مناطق مرکزی مغولستان داخلی و مناطق همجوار در استان‌های هبئی، هنان و شاآنشی صحبت می‌شوند. دربارهٔ وضعیت جین در بین زبان‌شناسان اختلاف است؛ گروهی آن را گویشی از ماندارین می‌دانند درحالی که گروهی دیگر آن را زبانی مستقل اما مرتبط با ماندارین به‌شمار می‌آورند.

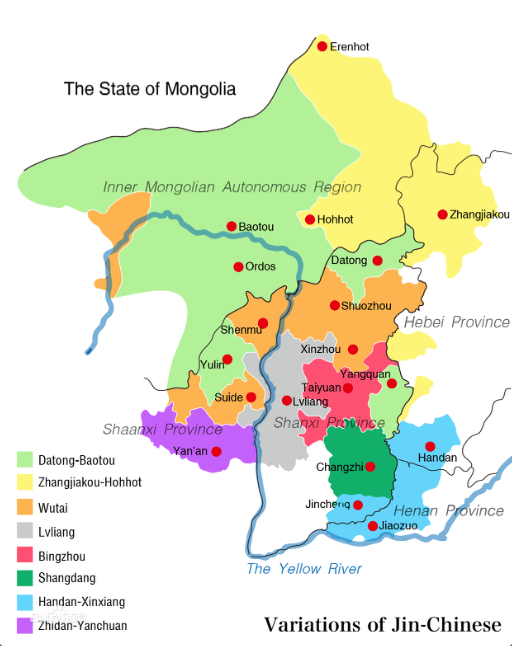
گروه‌های گویشی جین